# Stěžery

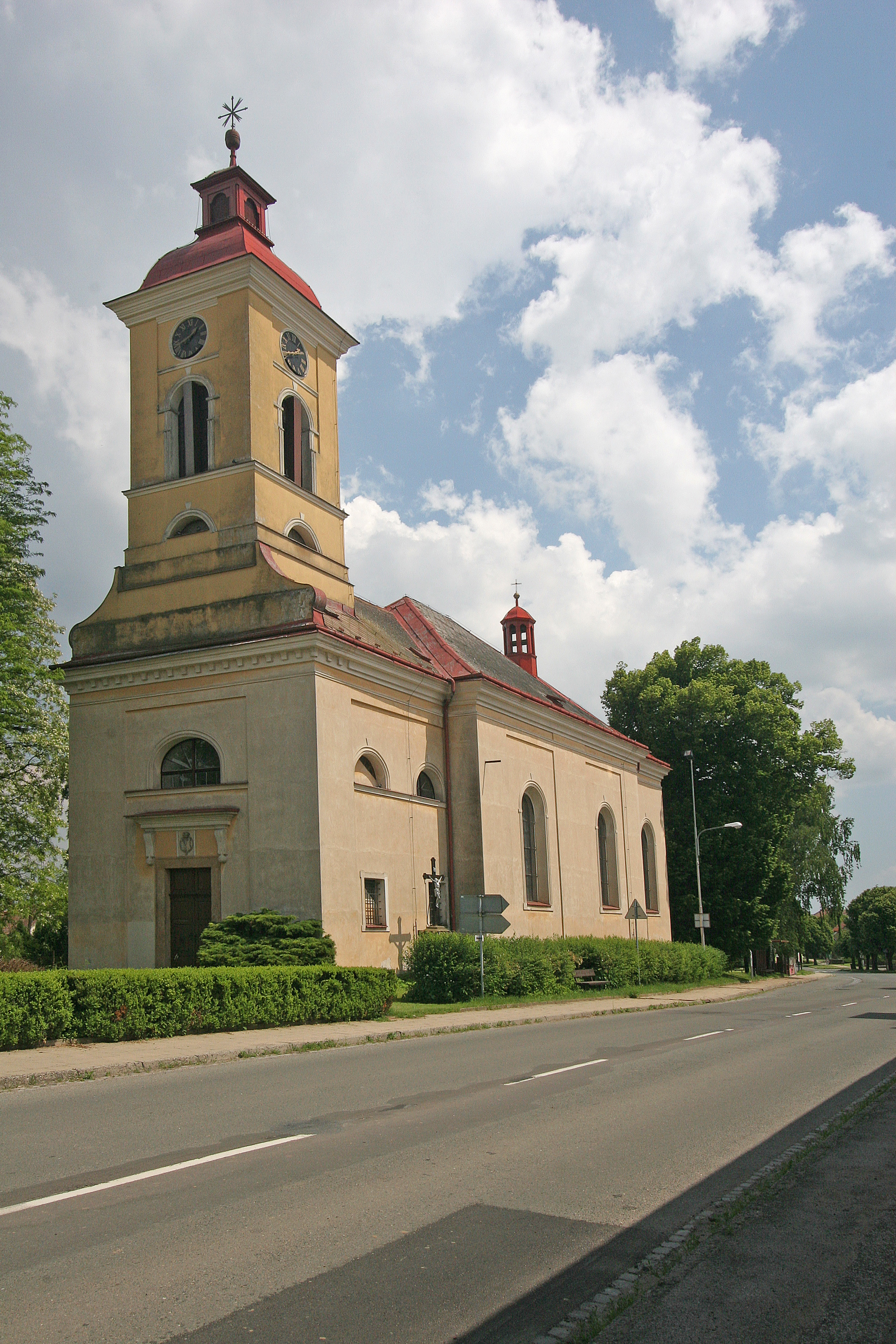
Kirche des hl. Markus

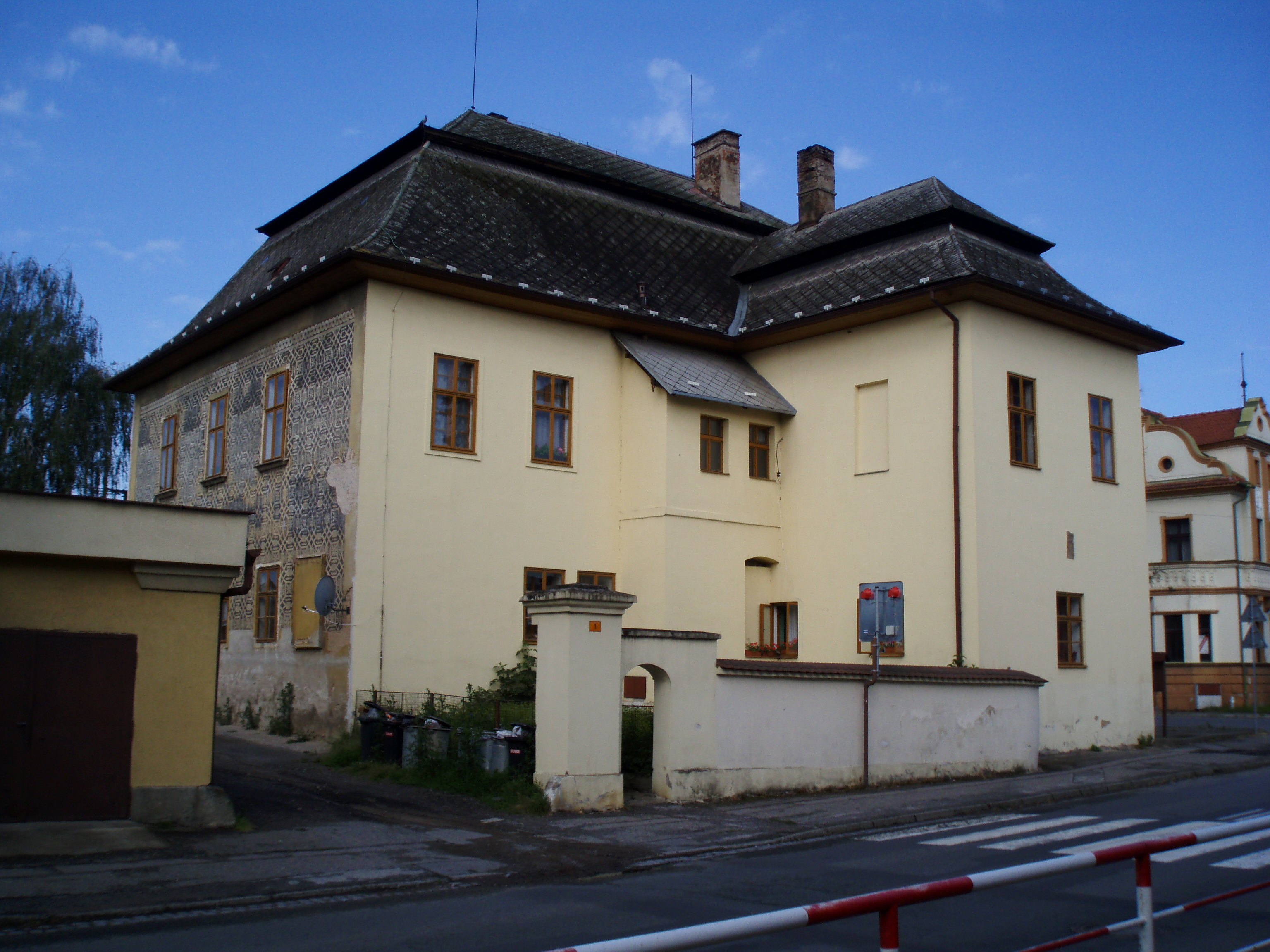
Schloss Stěžery

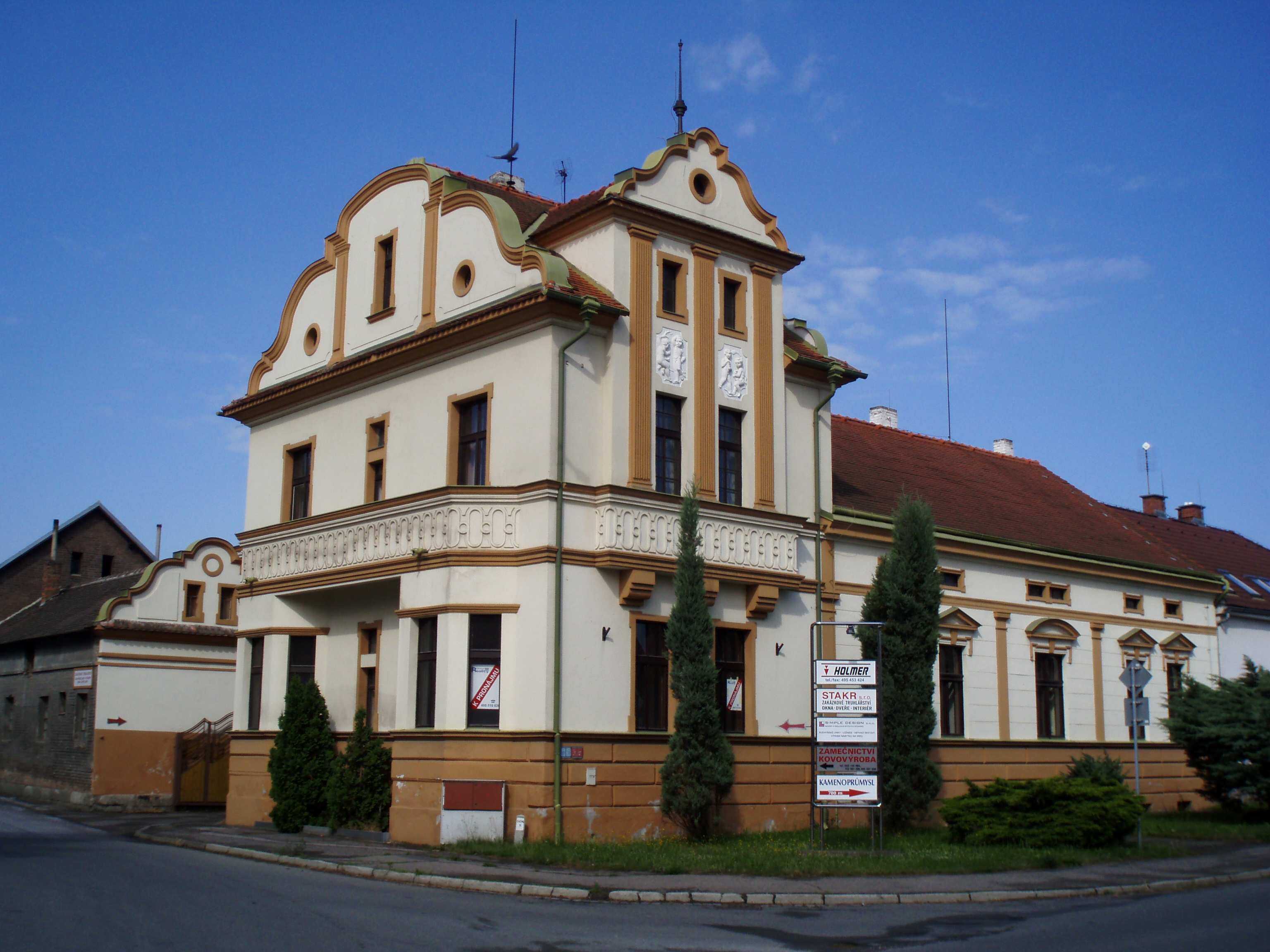
Šulcova vila

Stěžery (deutsch Stößer, auch Stezer) ist eine Gemeinde in Tschechien. Sie liegt sechs Kilometer westlich des Stadtzentrums von Hradec Králové an dessen Stadtgrenze und gehört zum Okres Hradec Králové.

## Geographie
Stěžery befindet sich am Bach Plačický potok in der Východolabská tabule (Tafelland an der östlichen Elbe). Nordwestlich des Dorfes erhebt sich der Stínec (Steinfeld, 304 m n.m.). Durch Stěžery verläuft die Straße II/324 zwischen Nechanice und Opatovice nad Labem, südlich die Silnice I/11 zwischen Hradec Králové und Chlumec nad Cidlinou. Östlich des Dorfes erfolgt der Bau der Dálnice 11.
Nachbarorte sind Charbuzice und Chaloupky im Norden, Svobodné Dvory und Bohdaneč im Nordosten, Pražské Předměstí im Osten, Kukleny und Plačice im Südosten, Vlčkovice  und Hřibsko im Süden, Hvozdnice und Libčany im Südwesten, Těchlovice und Hrádek im Westen sowie Nový Přím und Stěžírky im Nordwesten.

## Geschichte
Die erste schriftliche Erwähnung von Stěžery erfolgte 1229 in einer Urkunde des Königs Ottokar I. Přemysl über den Verkauf des Dorfes an das Kloster Opatowitz. Im Jahre 1355 wurden erstmals die Kirche und ein Pfarrer erwähnt.
Nachdem das Kloster 1421 von den Hussiten unter Diviš Bořek von Miletínek und Aleš von Riesenburg geplündert und niedergebrannt worden war, bemächtigten sich Diviš Bořek und die Stadt Hradec Králové der ausgedehnten Besitzungen. Gemäß einer zwischen beiden geschlossenen Vereinbarung fiel der nördliche Teil der Klostergüter einschließlich Stěžery der Stadt zu, während Diviš Bořek aus dem übrigen Teil die Herrschaft Kunburg bildete; lediglich um Plačice stritten sich beide Seiten zwei Jahre lang. Die Stadt setzte in Stěžery einen hussitischen Pfarrer ein und gewährte dem Dorf mit der Einsetzung eines eigenen Rychtář weitgehende Selbstverwaltung. Der wohlhabende Bürger Jan Karásek ze Lvovi errichtete eine Schänke, in der sein Bier zum Ausschank kam. 
In der Mitte des 15. Jahrhunderts erwarb Georg von Podiebrad das Dorf. Am 5. April 1465 überschrieb er die Herrschaft Pardubitz einschließlich der ehemaligen Klosterdörfer Vysoká, Březhrad, Stěžery, Roudnička und dem Wald Krivec seinen Söhnen Viktorin, Heinrich und Hynek von Münsterberg. Wenig später gelangte Stěžery wieder an die Stadt Hradec Králové. 1510 schloss die Stadt mit dem Besitzer der Herrschaften Pardubitz und Kunburg, Wilhelm von Pernstein, einen Vertrag über den Verzicht auf die gegenseitige Auslieferung abgewanderter Untertanen; darin wurde auch ein in Stěžery ansässig gewordener Jan aus Velín aufgeführt. In einem Streit mit Viktorin Kornel ze Všehrd drohte dieser 1520 wegen einer offenen Forderung mit der Auspfändung der beiden bedeutendsten Dörfer der Stadt - Stěžery und Lochenice, diese konnte jedoch durch Zahlungsleistung abgewendet werden. Wegen der Beteiligung der Stadt am böhmischen Ständeaufstand konfiszierte Kaiser Ferdinand I. 1547 sämtliche Königgrätzer Stadtgüter und verkaufte die meisten der eingezogenen Dörfer an Johann von Pernstein. Dessen drei Söhne veräußerten den größten Teil davon gewinnbringend; neuer Besitzer von Stěžery wurde 1551 Šťastný Felix Pravětický von Pravětice. Im Jahre 1576 begann Felix Pravětický mit der Bewirtschaftung des sog. Oberen Gutes, einer steinernen Feste, die sich zwischen der alten hölzernen Feste und der Villa Šulc befand. Seine Nachfahren ließen anstelle der hölzernen Feste ein eingeschossiges Renaissanceschloss erbauen. Nach der Schlacht am Weißen Berg wurde das Jan Pravětický von Pravětice gehörige Gut Stěžery konfisziert und 1625 für 10.000 Gulden an Anna Susanna von Slawata verkauft. Im Jahre 1632 erwarben die Grafen Harrach einen Teil des Gutes, ab 1650 besaßen sie Stěžery gänzlich. Ferdinand Bonaventura von Harrach (1637–1706) kaufte 1663 für 8000 Gulden von Johann Heinrich Kapřik Lesonický von Lesonitz das Gut Radostow sowie 1704 von Barbara von Memmingen für 46.300 Gulden die Güter Boharna und Homile hinzu. Nachfolgende Besitzer waren bis 1749 Friedrich August Gervas von Harrach und danach dessen Sohn Ernst Guido von Harrach. Letzterer kaufte 1753 von der Witwe Chanowsky von Langendorf für 28.000 Gulden noch das Gut Radikowitz zu. Während des Österreichischen Erbfolgekrieges wurde das Gut Stěžery am 2. Juli 1745 durch preußische Truppen geplündert. Beim Bauernaufstand wurde das Schloss am 24. März 1775 durch die Aufständischen erheblich beschädigt. Ernst Guido von Harrach vererbte Stěžery 1783 seinem Sohn Johann Nepomuk Ernst von Harrach, der das Gut an seinen Bruder Ernst Christoph (1757–1838) abtrat. Ernst Christoph von Harrach ließ das Schloss in den Jahren 1802–1803 zu seinem Sommersitz umgestalten.
Das Fideikommissgut Stößer umfasste 1833 eine Nutzfläche von 3933 Joch 1490 Quadratklafter, darunter 714 Joch 1130 Quadratklafter Wald. Von den fünf Meierhöfen betrieb die Obrigkeit die in Stößer, Radikowitz und Boharna in Eigenregie; die anderen beiden Höfe in Radostow und Homile waren zeitlich verpachtet. Auf dem Gebiet lebten in den Dörfern Stößer, Hřibsko, Tiechlowitz, Radikowitz, Radostow, Homile und Boharna sowie einem Anteil von Platschitz (1 Haus) insgesamt 2404 tschechischsprachige Katholiken. Die Haupterwerbsquelle bildete die Landwirtschaft, außerdem wurde etwas Flachsspinnerei und Leinweberei betrieben.
Im Jahre 1835 bestand das im Königgrätzer Kreis gelegene Dorf Stößer bzw. Stezer oder Stiežery aus 79 Häusern, in denen 669 Personen lebten. Unter dem Patronat der Obrigkeit standen die zum Sprengel der Pfarrei St. Anna in der Königgrätzer Vorstadt Kuklena gehörige Filialkirche St. Markus und die Schule. Außerdem gab es im Ort ein herrschaftliches Schloss, ein Amtshaus, einen Meierhof, ein Bräuhaus, ein Wirtshaus und eine Mühle. Franz de Paula Ernst von Harrach, der 1838 die Güter Stößer und Sadowa geerbt hatte, ließ zwischen 1839 und 1857 mit dem Červený hrádek einen  neuen Sommersitz im Tudorstil erbauen. Bis zur Mitte des 19. Jahrhunderts war Stößer der Amtsort des gleichnamigen Fideikommissgutes.
Nach der Aufhebung der Patrimonialherrschaften bildete Stěžery ab 1849 eine Gemeinde im Gerichtsbezirk Königgrätz. Ab 1868 gehörte die Gemeinde zum Bezirk Königgrätz. 1887 errichteten die Grafen Harrach im Schloss die erste Haushaltsschule im Königreich Böhmen; die Buchhaltung des Gutes wurde in das Amtshaus verlegt. Otto Harrach bot 1928 der Gemeinde das Schloss für 350.000 Kronen zum Kauf an, was diese als überteuert ablehnte. Bis 1939 war im Schloss die Gendarmeriestation untergebracht. 1940 kauften die Königgrätzer Großhändler Alois, Jaroslav und Josef Jirsák das Schloss für 200.000 Kronen.
1949 wurde Stěžery dem Okres Hradec Králové-okolí zugeordnet; dieser wurde im Zuge der Gebietsreform von 1960 aufgehoben, seitdem gehört die Gemeinde zum Okres Hradec Králové. Am 1. Januar 1976 erfolgte die Eingemeindung von Hřibsko und Stěžírky (mit Charbuzice).

## Gemeindegliederung
Die Gemeinde Stěžery besteht aus den Ortsteilen Charbuzice (Charbusitz, 1939–45 Karbusitz), Hřibsko (Ribsko, 1939–45 Füllenhof), Stěžery (Stößer) und Stěžírky (Stezirek; 1939–45 Lanzendorf).
Das Gemeindegebiet gliedert sich in die Katastralbezirke Hřibsko, Stěžery und Stěžírky.

## Sehenswürdigkeiten
- Kirche des hl. Markus, die 1350 erbaute alte Kirche wurde 1830 abgebrochen. An ihrer Stelle entstand 1832 der heutige Bau im Empirestil.
- Schloss Stěžery, zum Ende des 16. Jahrhunderts für die Herren Pravětický von Pravětice errichteter eingeschossiger Renaissancebau mit Sgraffitodekoration und Schindeldach. Ernst Christoph von Harrach ließ es 1802–1803 zu seinem Sommersitz umgestalten. 1940 kaufte die Familie Jirsák das Schloss, nach dem Zweiten Weltkrieg wurde es verstaatlicht. Die Wappendarstellung der Pravětický von Pravětice aus dem Jahre 1618 wurde beim Umbau von 1956 in die Nordwand versetzt. Nachdem die Familie Jirsák nach der Samtenen Revolution Restitutionsansprüche geltend machte, wurde die Rechtmäßigkeit des billigen und einfachen Kaufes angefochten. 1999 ließ die Gemeinde die Außenhaut erneuern. Nach langwierigen Gerichtsverfahren wurde die Gemeinde 2003 Eigentümer des Schlosses. Nach der Trockenlegung des Mauerwerks wurden Sozialwohnungen eingerichtet.
- Villa des Ziegelfabrikanten Šulc (Šulcova vila)
- Statuen des hl. Johannes von Nepomuk, hl. Wenzel, hl. Dreifaltigkeit, Jungfrau Maria und Jan Hus
- Gedenkstein für die Gefallenen des Ersten Weltkrieges, enthüllt 1929
- Pulvermagazin der Festung Königgrätz, östlich des Dorfes an der Straße nach Kukleny
- Nördlich des Dorfes ehemalige Mittelwellensendeanlage im Kataster des Ortsteils Charbuzice.

## Söhne und Töchter der Gemeinde
- František Řehoř (1857–1899), Ethnograph